# Spjutsundet

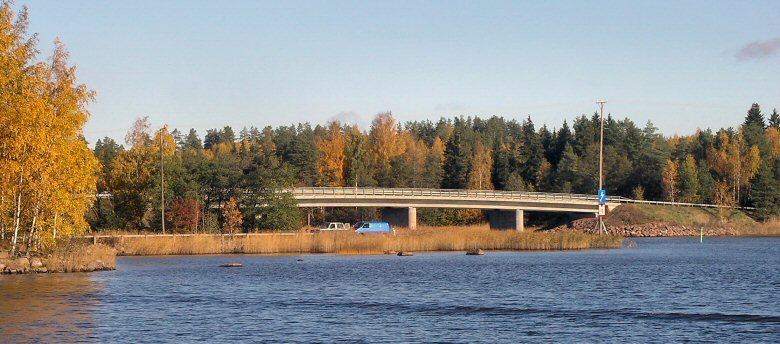
Bron mellan Mogenpört och Svartbäck över Spjutsundet. Det gamla färjfästet kan ses i framför bron i mitten av bilden.

Spjutsundet är ett sund i Pyttis kommun, Kymmenedalen, Södra Finlands län, finska: Keihässalmi.
Åren 1959-1969 sköttes trafikförbindelserna över sundet mellan Mogenpört och fastlandet genom en färjeförbindelse. Färjan var ursprungligen privat (Mogenpört nya väglag), men övertogs några år senare av Väg- och vattenbyggnadsverket. År 1969 byggde staten en bro. Denna ersattes dock 1996 av en ny bredare bro.
Farledens djup norr om bron är 1,2 meter.